# Styposis albula
Styposis albula là một loài nhện trong họ Theridiidae.
Loài này thuộc chi Styposis. Styposis albula được Willis J. Gertsch miêu tả năm 1960.